# Plectris splendens
Plectris splendens är en skalbaggsart som beskrevs av Frey 1967. Plectris splendens ingår i släktet Plectris och familjen Melolonthidae. Inga underarter finns listade i Catalogue of Life.